# New York Magazine
New York Magazine — американський світський щотижневий журнал з тиражем понад 400 000 екземплярів (понад 90 % надходить передплатникам). Заснований в 1968 році під керівництвом (нині покійного) Клею Фелькера та дизайнера Мілтона Глейзера.

## Історія
У 2006 році сайт видання nymag.com був переформатований. За даними видавця, сайт відвідує близько 7 мільйонів користувачів в місяць.
У 2008 році компанія New York Media придбала online-ресторан MenuPages. На жовтень 2009 року цей ресурс приносив ¼ загального доходу компанії.

## Блоги видання
На початку століття були запущені тематичні блоги:
- The Cut[7],
- Daily Intel[8],
- Grub Street[9],
- The Projectionist[10],
- The Sports Section[11],
- Surf[12]
- Vulture[13].